# William Sharon
William Sharon (9 janvier 1821 - 13 novembre 1885) est un industriel et banquier américain, dirigeant de la Bank of California, qui a fait fortune lors de la conquête de l'Ouest en prêtant de l'argent aux mineurs du Comstock Lode à Virginia City, le plus important gisement d'argent-métal de l'histoire des États-Unis. Il est élu sénateur des États-Unis en 1876.

## Biographie
William Sharon est né à Smithfield dans l'Ohio le 9 janvier 1821. Après des études de droit à Saint-Louis, il se lance dans les affaires dans l'Illinois, puis participe à la ruée vers l'or en Californie où il gagne de l'argent dans la spéculation immobilière, qu'il perd dans la spéculation sur les actions.

### La première banque de l'Ouest américain
La nouvelle Bank of California, fondée le 8 juillet 1864 par William Chapman Ralston, futur constructeur du "Palace Hotel" et du "Théâtre de Californie" à San Francisco, est la première de l'Ouest et bientôt la deuxième des États-Unis. Une action de 100 dollars a été vendue à chacun des 22 principaux hommes d'affaires de  Californie. Elle embauche William Sharon dès sa création en 1864 pour la représenter sur le Comstock Lode. Il doit prêter de l'argent à 2 % aux compagnies minières qui tente de survivre, alors que les autres prêtent à 4 % ou 5 %. Peu à peu Sharon, se constitue un empire avec les terrains des mines et des sociétés d'affinage du métal qui font faillite et que la banque récupère. Il épouse la québecquoise Maria Mulloy.

### Une compagnie de chemin de fer, avec des subventions
Il reprend ensuite un projet de chemin de fer qu'a déjà souhaité promouvoir entre 1859 et 1862 un mineur du nom de Theodore Judah, par un lobbying sans succès auprès du congrès, idée reprise en 1864 par un scientifique de l'université Yale, Benjamin Sullivan.
Par des appuis politiques, William Sharon décroche des subventions pour construire sa Virginia and Truckee Railroad, qui achemine le minerai vers les moulins de la Carson (rivière) et ramène au retour du bois pour les galeries de mines. Il réagit au projet de Tunnel de Sutro, d'abord défendu par la Bank of California, lorsque son promoteur prétend en septembre 1866 faire de l'arrivée du tunnel, où il a acheté des terres, une nouvelle agglomération industrielle concurrente de celle de Virginia City. Le 8 mai 1867, le dossier pour la Virginia and Truckee Railroad est bouclé et le 15 janvier 1868, William Sharon et huit directeurs de mines écrivent à Washington pour s'opposer au Tunnel de Sutro. 
La ligne ayant été construite en grande partie par des ouvriers chinois, lorsque sa construction s'achève en juillet 1869, il fait face à une manifestation de 300 ouvriers américains, qui exigent un accord stipulant qu'il n'embauchera plus de chinois, ce qu'il signe en se livrant à un discours public enflammé contre les salariés chinois. Mais entre-temps, en janvier 1869, il a perdu bataille boursière autour de la mine de Hale and Norcross : James Graham Fair et John William Mackay s'en sont emparés, aidés par des propriétaires de saloon à San Francisco, battant William Sharon et sa Bank of California.

### Les combats politiques
En 1872, William Sharon se présente à l'élection pour succéder au sénateur des États-Unis James Nye, affrontant John P. Jones, le populaire directeur de la Crown Point Mine, où a lieu en avril 1871 la découverte du Crown Point Bonanzza, et qui s'est emparé de cette mine au même moment. William Sharon perd l'élection, non sans avoir maladroitement tenté d'accuser son rival John P. Jones d'être à l'origine de l'incendie du Yellow Jacket qui a causé 35 morts dans les mines en avril 1869.
Les bénéficiaires de la Crown Point Bonanzza sont déjà en train d'ébrecher son pouvoir : au printemps 1872, James Graham Fair et John William Mackay montent au capital de la Consolidated Virginia mining company qui profite en mars 1873 de la découverte du Big Bonanzza. Ses actionnaires fondent la Banque du Nevada et s'attaquent ouvertement au monopole de la Bank of California, dont l'action subit un krach en 1875, entraînant le suicide, dans les vagues du Pacifique, de son fondateur William Chapman Ralston.

### La presse
En 1874, il rachète le principal journal de Virginia City, le Territorial Enterprise, et licencie le rédacteur en chef Joseph Goodman, qui l'avait critiqué durant l'élection de 1872. Le soutien du journal lui permet d'être élu sénateur des États-Unis face à Adolph Sutro, le futur maire de San Francisco. Il critique en particulier le tunnel de Sutro, l'accusant d'être dans une santé financière et boursière trop fragile pour assurer une paie honorable durablement à ses employés. Une fois élu sénateur, William Sharon se fait discret, ne participant qu'à 1 % des travaux du Sénat. En 1881, James Graham Fair lui succède.